# 나플라
나플라(Nafla, 영어: Nicholas Seokbae Choi 니콜라스 석배 최[*], 본명: 최석배, 1992년 2월 28일 ~ )는 대한민국과 미국의 래퍼이며, 메킷레인 (MKIT RAIN)에 소속되어 있었으나 현재 탈퇴 후 라비가 소속된 힙합 레이블인 그루블린으로 이적했다. 2018년 11월 9일, 《Show Me The Money 777》에서 우승을 차지했다. 미국 캘리포니아주 로스엔젤레스 오렌지카운티 출생이며 5살 때 대한민국으로 와서 초등학교 4학년까지 살고 다시 미국으로 이민가서 성장했다. 대한민국, 미국의 복수국적이다.

## 논란
2020년 10월 19일 루피, 오왼, 영웨스트 , 블루와 함께 대마초를 복용했다는 것이 적발되어 논란이 되었다.
사회복무요원으로 병역을 수행하며 단 하루도 출근하지 않아 병역 면탈 논란 또한 빚었다. 라비의 병역비리 사건을 수사하던 도중 이 사실이 드러났고, 도주 우려를 이유로 2023년 2월 22일에 구속됐다. 2023년 8월 10일에 열린 1심 재판에서 징역 1년을 선고받아 복역했고, 형기 만료를 몇 주 앞두고 보석으로 풀려났다.

## 출연
- 2018년 《 쇼미더머니 777 》 - 우승
- 2019년 《 쇼미더머니 8 》 - 특별 심사위원으로 출연

## 음반 목록

### 정규 앨범
- 2017년 10월 22일 - 《 ANGELS 》
- 2020년 1월 6일  - 《 u n u 》
- 2021년 8월 31일  - 《 natural high 》

### EP
- 2016년 7월 16일 - 《 New Blood 》

### 싱글
- 2014년 2월 13일 - 《 Not Today Christmas 》
- 2014년 3월 6일 - 《 B Tonite 》
- 2016년 4월 1일 - 《 Dopeboy 》
- 2016년 11월 8일 - 《 Locked And Loaded 》
- 2016년 12월 18일 - 《 Wu 》
- 2017년 7월 8일 - 《 Jail 》
- 2017년 7월 26일 - 《 인터넷 전쟁 》
- 2017년 9월 14일 - 《 호피 (Dime) 》
- 2018년 2월 14일 - 《 Rough World 》
- 2018년 3월 1일 - 《 꽃 (Prod. by GRAY) 》
- 2018년 6월 5일 - 《 B.I.G 》
- 2018년 7월 10일 - 《 Stanky 》
- 2018년 11월 26일 - 《 I Know Myself 》
- 2019년 4월 27일 - 《 NBA 》
- 2020년 9월 10일 - 《 내탓 》

### 믹스테잎
- 2012년 8월 16일 - 《 Platonixtape 》
- 2013년 10월 26일 - 《 Buttafla Effect 》
- 2015년 1월 24일 - 《 THIS & THAT 》